# ماريو بيتزيولو
ماريو بيتزيولو (بالإيطالية:  Mario Pizziolo)‏ (7 ديسمبر 1909 في بسكارا – 30 أبريل 1990) لاعب كرة قدم إيطالي راحل كان يجيد اللعب في خط الوسط .
لعب طوال مسيرته الرياضية في أندية ليفورنو ، تيرنانا، بيستويزي (1925-1929) فيورنتينا (1929-1936) .
لعب لصالح منتخب إيطاليا 12 مباراة دولية مسجلا هدف واحد من 1933 إلى 1936 وقد شارك في بطولة كأس العالم لكرة القدم 1934 التي أقيمت في إيطاليا .

## مسيرته الكروية
لعب ماريو بيتزيولو خلال مسيرته الاحترافية مع ناديين في تسعة مواسم وسجل خلالها 3 أهداف ضمن 227 مباراة. ولم يفز بأي موسم بالكأس أو بالدوري.
خاض ماريو بيتزيولو مسيرته مع نادي بيستويسي في موسم 1928–29 لمدة موسم واحد، مشاركًا في 28 مباراة ولم يسجل أي هدف. ثم انتقل إلى نادي فيورنتينا في موسم 1929–30 ليلعب معه ثمانية مواسم، حيث شارك في 199 مباراة سجل خلالها 3 أهداف.

## روابط خارجية
- ماريو بيتزيولو على موقع الاتحاد الدولي (مؤرشف)  (الإنجليزية)
- ماريو بيتزيولو على موقع قاعدة بيانات كرة القدم.إي يو (الإنجليزية)
- ماريو بيتزيولو على موقع ناشيونال فوتبول تيمز (الإنجليزية)
- ماريو بيتزيولو على موقع عالم كرة القدم.نت (الإنجليزية)